# Берестки (Донецкая область)
Берестки (укр. Берестки) — село на Украине, находится в Покровском районе Донецкой области.
Код КОАТУУ — 1422782302. Население по переписи 2001 года составляет 198 человек. Почтовый индекс — 85374. Телефонный код — Jun 23.

## История
30 ноября 2024 года, в ходе боёв за Курахово, ВС РФ заняли село.